# Нарагансет
Нарагансети су староседеоци источне обале Северне Америке, а припадају алгонквинској породици народа. Њихова традиционална територија коју су насељавали у 17. веку приближно одговара територији данашње америчке државе Род Ајленд.
Од 1983. су федерално признати под именом Нарагансет индијанско племе Род Ајленда. Према резултатима пописа становништва 2010. у САД било их је 2.093 (када се укључе особе мешаног порекла 5.193).

## Резерват
Нарагансет индијански резерват се простире на површини од 7,3 km² у граду Чарлстону у држави Род Ајленд. Према подацима добијених пописом становништва 2000. у САД само мањи део Нарагансета живи на резервату или у његовој близини. Нарагансет индијанско племе Род Ајленда поседује и неколико стотина јутара земље у граду Вестерлију.
Власт Нарагансетског индијанског племена Род Ајленда чине изабрано племенско веће, врховни сахем, врач и представник хришћана. 

## Језик
Нарагансетски језик припада источној групи алгонквинских језика. Данас припадници народа Нарагансет говоре енглеским језиком.
У 17. веку, Роџер Вилијамс, један од оснивача Род Ајленда је научио нарагансетски језик и документовао га у свом делу из 1643.

## Историја

### Рана Историја
Нарагансети су били један од водећих народа Нове Енглеске. Контролисали су простор западно од залива Нарагансет на територији данашње америчке државе Род Ајленд од реке Провиденс на североистоку до реке Покатак на југозападу. Нарагансети су на том простору живели вековима. Имали су развијену трговину са суседима. Први контакт са Европљанима десио се 1524. године, када је морепловац Ђовани да Верацано упловио у залив Нарагансет.

### 17. век
Између 1616. и 1619. пандемија, коју су изазвале заразне болести које су донели европски рибари, довела је до смрти великог броја Алгонквина у приобалним подручјима Нове Енглеске. У време када су Енглези започели колонизацију Нове Енглеске 1620, Нарагансети су постали најмоћнији народ јужног дела ове области, јер нису били погођени пандемијом. Сахем Вампаноага Масасојит ушао је у савез са Енглезима из Плимута да би заштитио Вампаноаге од напада Нарагансета.
У јесен 1621. године Нарагансети су послали „поклон” у виду змијске коже новооснованој енглеској Плимутској колонији. „Поклон” је био врста претње. Гувернер Плимута Вилијам Бредфорд, је змијску кожу вратио Нарагансетима испуњену барутом и мецима. Нарагансети су схватили поруку и није дошло до напада на колонију.
Нарагансете није погодила ни епидемија из 1617. која је погодила домородачке народе јужно од њих. Насељавање Енглеза на њиховој територији није почело све до 1635. Роџер Вилијамс је 1636. добио од нарагансетских сахема право на коришћење земљишта. 
Нарагансетски сахеми Каноникус и Минтаноми су 1636. године продали  Роџеру Вилијамсу вођи енглеских колониста, земљу на којој је касније саграђен град Провиденс.
Током Пеквотског рата 1637, Нарагансети су били у савезу са колонистима из Нове Енглеске. Међутим, окрутност коју су показали Енглези у масакру на реци Мистик шокирао је Нарагансете. Након пораза Пеквота, Енглези су дали део пеквотских заробљеника и својим савезницима Нарагансетима и Мохиганцима. Нарагансети су се затим сукобили са Мохиганцима око контроле над освојеном земљом Пеквота.
Минтаноми је 1643. предводио Нарагансете у нападу на Мохиганце, на територији данашњег источног Конектиката. Минтаноми је имао око 900 до 1.000 ратника под својом командом. Минтаноми је био заробљен и погубио га је брат мохиганског врховног сахема Ункаса (Анкаса), након чега су се Нарагансетски ратници разбежали. Наредне године нови Нарагансетски ратни поглавица Песикус је наставио рат са Мохиганцима. 
Мохиганци су се нашли на ивици пораза, међутим Енглези су ушли у рат на њиховој страни и спасили их. Енглези су послали своје трупе да заштите мохиганско утврђење у Шантоку. Када су Енглези запретили да ће напасти нарагансетску територији, Каноникус и његов син Миксано су потписали мировни споразум. Мир је трајао наредних 30 година.
Индијанац хришћанин Џон Сасамон је 1675. пронађен мртав у залеђеном језеру. Околности везане за смрт Сасамона никад нису у потпуности расветљене. Историчари се слажу да је највероватније сахем Вампаноага Метакомет (краљ Филип), наредио погубљење Сасамона због његове сарадње са колонијалним властима, упркос растућем незадовољству међу Вампаноазима. Три вампаноашка ратника су ухапшена, осуђена и обешена због Сасамонове смрти.
Метакомет (краљ Филип) је убрзо објавио рат колонистима, чиме је започео Рат краља Филипа. Након што је Метакомет избегао заробљавање у Плимутској колонији, побуна се проширила широм Масачусетса, јер су се и други домородачки народи, као што су Нипмаци, придружили Вампаноазима. Домороци су желели да протерају Енглезе из Нове Енглеске. Нападали су енглеска насеља у Масачусетсу и Конектикату, док је Род Ајленд био поштеђен на почетку рата, јер су Нарагансети били неутрални.
Вође уједињених колонија (Масачусетс, Плимут, Конектикат) су оптужиле Нарагансете да пружају уточиште вампаноашким избеглицама. Они су 19. децембра 1675. извршили превентивни напад на нарагансетску тврђаву у Род Ајленду. У бици која је постала позната под именом „Борба у Великој Мочвари” или „Масакр у Великој Мочвари”, убијене су на стотине нарагансетских стараца, жена и деце. Колонисти су напали и спалили тврђаву, али скоро сви ратници су успели да побегну. Јануара 1676, енглески колониста Џошуа Тефт је обешен, кастриран, распорен, обезглављен и исечен на 4 дела у Смитовом замку у Викфорду. Он се борио на страни Нарагансета током Масакра у Великој Мочвари и сматран је за издајника.
Нарагансети су након масакра започели велику пролећну офанзиву која је почела фебруара 1676, у којој су уништили сва енглеска насеља на западној обали залива Нарагансет. Они су спалили Провиденс 27. марта 1676, при чему су уништили и кућу Роџера Вилијамса. Индијанци су широм Нове Енглеске, уништили многа насеља, а напали су и предграђа Бостона. Упркос почетним успесима, до краја марта, због болести, глади, губитака у људству и због недостатка барута офанзива је пропала.
Из Конектиката су у Род Ајленд почеле да надиру удружене снаге колониста и њихових индијанских савезника, као што су Пеквоти и Мохиганци, при чему су убиле велики број сада ослабљених Нарагансета. Мешовите снаге Мохиганаца и милиције Конектиката су заробиле Канончета, врховног сахема Нарагансета, неколико дана након уништења Провиденса и предале су га властима Конектиката.
Он је затражио да га погуби Ункас (Анкас), врховни сахем Мохиганаца. Ункас и два пеквотска сахема најближа по рангу Канончету међу његовим заробљивачима погубила су га на индијански начин. Енглези су Канончета третирали као издајника, па су његово тело обесили, кастрирали, распорили, обезглавили и исекли на 4 дела. Мешовите снаге плимутске милиције и Вампаноага су заробиле Метакомета (краља Филипа). Њега је убио Олдермен, који је раније сарађивао са њим. Метакометовим убиством рат је завршен у јужном делу Нове Енглеске, док је у Мејну трајао још годину дана.
Након рата, Енглези су продали у ропство неке од заробљених Нарагансета и послали су их на Карибе, док су други постали слуге у Род Ајленду. Преживели Нарагансети су се удружили са суседним народима нарочито са Источним Ниантицима.

### 18. век
Током 1740—их колонисти су основали „Нарагансетску индијанску цркву”, са намером да преведу Нарагансете на хришћанство. Црква и околно земљиште, површине 12.000m², су биле једине непокретности које никада нису престале да буде у власништву Нарагансета. Ово непрекидно власништво је био кључни доказ племенског континуитета који је био неопходан да би било добијено федерално признање 1983.

### 19. век
Крајем 19. века, Нарагансети су пружали отпор покушајима државних власти да прогласе престанак постојања Нарагансета као посебног народа, јер су припадници народа у то доба већином били мешаног, мулти-расног порекла. Што је био резултат мешовитих бракова са белцима и црнцима. Према Нарагансетима, они су асимиловали припаднике других етничких група и наставили су да постоје као Нарагансети.
Нарагансетске вође су пружале отпор нарастајућем притиску законодавних власти САД, нарочито након краја Америчког грађанског рата да прихвате држављанство САД, због чега би морали да се одрекну статуса индијанске нације. Један од представника Нарагансета који је сведочио о том питању у државном парламенту Род Ајленда, је изјавио да његов народ види неправду којој су изложени неки грађани САД, он је навео законе Џима Кроуа, којима су ограничавана права црнаца, упркос томе што су били грађани САД. Такође су се противили идејама да Нарагансети који су мешаног порекла, изгубе право да буду припадници народа. Нарагансети су имали традицију прихватања путем брака припадника других народа, а деца из мешовитих бракова су одгајани као Нарагансети.
Нарагансети су себе доживљавали као нацију, а не као расу. Инсистирали су на свом праву на статус индијанске нације и привилегије које су имали по споразумима које су склопили.
У периоду 1880-1884, држава је настављала са покушајима „детрибализације”. Иако су Нарагансети прихватили преговоре о продаји земље, након продаје су зажалили због те одлуке и радили су на томе да поврате земљу. Држава Род Ајленд је током преговора 1880. признала 324 Нарагансета као особе које полажу право на земљу. Иако је држава одржала јавну продају земље крајем 19. века, Нарагансети се нису раселили, а припадници народа су наставили да негују своју културу.

### 20. век
Иако су изгубили велики део своје земље током процеса детрибализације крајем 19. века, Нарагансети су задржали национални идентитет. Нарагансети су се реорганизовали 1900. Изградили су дугу кућу 1940. која је служила као место окупљања и одржавања церемонија.
Крајем 20. века, 1978. откупили су 7,3 km² своје традиционалне територије, а 1983. су федерално признати као племе. Према списку припадника „Нарагансетског индијанског племена Род Ајленда”, број припадника племена је око 2.400. Већина њих је мешаног порекла, потомци су Нарагансета, других домородаца из области Нове Енглеске, белаца и црнаца.